# Ордер на арешт (фільм, 1926)
«Ордер на арешт» (рос. «Ордер на арест») — український радянський художній фільм 1926 року режисера Георгія Тасіна.
Посідає 58-у позицію у списку 100 найкращих фільмів в історії українського кіно.

## Сюжет
Події фільму відбуваються у часи Громадянської війни в Росії. Червоні війська були витіснені з міста білогвардійцями й для роботи в підпіллі голова ревкому Сергій Каргальський приймає рішення залишити свою дружину Надю, яку з часом арештовує Біла армія. Мимоволі вона підтверджує свідчення її колишнього чоловіка Валерія, що виявився зрадником.

## Акторський склад
| Актор           | Роль                               |
| --------------- | ---------------------------------- |
| Хайрі Емір-Заде | голова ревкому Сергій Каргальський |